# Nowostrojewo
Nowostrojewo (ros. Новостроево, w latach 1945–1946 i niem. Trempen) – osiedle typu wiejskiego w obwodzie królewieckim, w rejonie oziorskim, założone w 1510 roku. W 2010 liczyło 613 mieszkańców. Jest położone 6 km na północny zachód od Oziorska i 27 km na południe od Czerniachowska. Przepływa przez nie rzeka Udielnaja.

## Historia
Do 1945 miejscowość leżała w granicach Prus Wschodnich, później na terenie Związku Radzieckiego. W 1910 Trempen zamieszkiwało 491 osób, w 1925 586, w 1933 819, a w 1939 zameldowanych było 871 ludzi. W 1946 nazwa osiedla została zmieniona na obecną.
Dawniej do Trempen prowadziło jedno z rozgałęzień kolei wąskotorowej z Insterburga (obecnie Czerniachowsk).
W miejscowości znajduje się liceum ogólnokształcące, gimnazjum, dom kultury, biblioteka, klinika, w 2004 założono też przedszkole zlikwidowane w 2010.

## Atrakcje turystyczne
- pomnik Lenina[12]
- ruiny dawnego zboru, wybudowanego 1 listopada 1695[13]
- pomnik żołnierzy poległych na I wojnie światowej[10][14][15]